# Elecciones generales de los Países Bajos de 2010
Las elecciones generales de los Países Bajos de 2010 se celebraron el miércoles 9 de junio de 2010 con el objetivo de renovar cada uno de los 150 escaños de la Segunda Cámara (Tweede Kamer), la Cámara Baja de los Estados Generales, el parlamento neerlandés. Los miembros de la Cámara Baja son elegidos mediante un sistema electoral de representación proporcional por listas, con todo el país funcionando como un distrito electoral único.

## Resultados
| Nombre de la lista                                | Nombre de la lista                                                                             | 1.º de la lista      | Votos      | %                              | Escaños                        |
| ------------------------------------------------- | ---------------------------------------------------------------------------------------------- | -------------------- | ---------- | ------------------------------ | ------------------------------ |
|                                                   | Partido Popular por la Libertad y la Democracia (Volkspartij voor Vrijheid en Democratie; VVD) | Mark Rutte           | 1 929 575  | 20,49                          | 31                             |
|                                                   | Partido del Trabajo (Partij van de Arbeid; PvdA)                                               | Job Cohen            | 1 848 805  | 19,63                          | 30                             |
|                                                   | Partido por la Libertad (Partij voor de Vrijheid; PVV)                                         | Geert Wilders        | 1 454 493  | 15,45                          | 24                             |
|                                                   | Llamada Demócrata Cristiana (Christen-Democratisch Appèl; CDA)                                 | Jan Peter Balkenende | 1 281 886  | 13,61                          | 21                             |
|                                                   | Partido Socialista (Países Bajos) (Socialistische Partij; SP)                                  | Emile Roemer         | 924 696    | 9,82                           | 15                             |
|                                                   | Demócratas 66 (Democraten 66; D66)                                                             | Alexander Pechtold   | 654 167    | 6,95                           | 10                             |
|                                                   | Izquierda Verde (GroenLinks; GL)                                                               | Femke Halsema        | 628 096    | 6,67                           | 10                             |
|                                                   | Unión Cristiana (ChristenUnie; CU)                                                             | André Rouvoet        | 305 094    | 3,24                           | 5                              |
|                                                   | Partido Político Reformado (Staatkundig Gereformeerde Partij; SGP)                             | Kees van der Staaij  | 163 581    | 1,74                           | 2                              |
|                                                   | Partido por los Animales (Partij voor de Dieren; PvdD)                                         | Marianne Thieme      | 122 317    | 1,30                           | 2                              |
| Listas sin representación (<0,67 % votos válidos) | Listas sin representación (<0,67 % votos válidos)                                              |                      | 103 291    | 1,10                           | 0                              |
| Votos válidos                                     | Votos válidos                                                                                  | Votos válidos        | 9 416 001  | 100,00                         | 150                            |
| Votos no válidos                                  | Votos no válidos                                                                               | Votos no válidos     | 26 976     | Participación: \| \| 75.4 % \| | Participación: \| \| 75.4 % \| |
| Votantes                                          | Votantes                                                                                       | Votantes             | 9 442 977  | Participación: \| \| 75.4 % \| | Participación: \| \| 75.4 % \| |
| Electores                                         | Electores                                                                                      | Electores            | 12 542 152 | Participación: \| \| 75.4 % \| | Participación: \| \| 75.4 % \| |
|                                                   | 75.4 %                                                                                         |                      |            |                                |                                |